# Zemlje Krune sv. Stjepana
Zemlje Krune svetoga Stjepana – poznate i pod nazivom Ugarsko Nadkraljevstvo (lat. Archiregnum Hungaricum), neformalno Translajtanija – povijesni je naziv kojim su se označavale zemlje koje su personalnom unijom povezane s Kraljevinom Ugarskom unutar Austro-Ugarske Monarhije. Prema Hrvatsko-ugarskoj nagodbi iz 1868., to područje definirano je kao državna zajednica Kraljevine Ugarske te Trojedne Kraljevine Hrvatske, Slavonije i Dalmacije. Također, prema Nagodbi (temeljnome ustavnom zakonu obiju zemalja), ta državna zajednica nije imala službeno ime, kao ni zastavu.
Dana 29. listopada 1918. godine Hrvatski sabor proglasio je odcjepljenje hrvatskih zemalja od Austro-Ugarske, dok je ugarska vlada odcjepljenje od iste proglasila 3. studenoga 1918. godine. Tako se ujedno raspalo Ugarsko-Hrvatsko Kraljevstvo (1102. – 1918.) koje je službeno dokinuto Trianonskim ugovorom.

## Ime
- Mađarski: Szent István Koronájának Országai – Zemlje Krune sv. Stjepana, Szent Korona Országai – Zemlje Svete krune, Magyar Korona Országai – Zemlje Mađarske krune ili Magyar Szent Korona Országai- Zemlje Mađarske svete krune;
- Njemački: Länder der heiligen ungarischen Stephanskrone – Zemlje svete mađarske Stjepanove krune

Za Zemlje Krune sv. Stjepana u Austro-Ugarskoj se neslužbeno koristio i naziv Translajtanija, jer su Zemlje, gledano iz Beča, ležale preko, s onu stranu (trans) rijeke Leithe. Austrijska polovica Monarhije slično se nazivala Cislajtanijom – s ove (cis) strane Leithe.

## Krunske zemlje
Naslov "Zemlje Krune sv. Stjepana" bio je u uporabi u 18. i 19. stoljeću, a označavao je onaj dio Habsburške Monarhije i kasnije Austro-Ugarske Monarhije koji je bio povezan s Ugarskim kraljevstvom, za razliku od nasljednih habsburških zemalja koje su pripadale i Svetom Rimskom Carstvu ili kasnije Austrijskom Carstvu. Te su zemlje bile sama Ugarska, Kraljevina Hrvatska, njoj podređena Kraljevina Slavonija te Velika Kneževina Transilvanija (Erdelj).
Revolucionarne 1848. hrvatska vlada na čelu s Jelačićem raskinula je sve odnose s Ugarskom i proglasila cjelovitost Hrvatske i Slavonije. Mađarski revolucionari prisvojili su Transilvaniju, ugarski teritorij još od Srednjeg vijeka, matici Ugarskoj. Slomom revolucije sve postignuto je poništeno. Austro-ugarskim dogovorom 1867. Transilvanija je sjedinjena i legalno s Ugarskom, a hrvatsko-ugarskom nagodbom 1868. Kraljevina Slavonija je spojena s Hrvatskom. Tako je naslov "zemlje Krune sv. Stjepana" ponovno uspostavljen te je označavao dvije zemlje: Ugarsko Kraljevstvo i Kraljevinu Hrvatsku i Slavoniju. S druge strane, hrvatsko-ugarska strana nije uspjela postići da im se pridruže i Dalmacija, Bosna i Hercegovina, Galicija i Lodomerija, koje su ostale pod austrijskom upravom. Hrvatsko-ugarske vlasti nisu nikad priznale takvo stanje stvari, te su ove zemlje, prema zakonu koji je vladao u Hrvatskoj i Ugarskoj, pripadale tim kraljevstvima. Kako se 1868. Hrvatska i Ugarska nisu uspjele dogovoriti oko Rijeke, naknadno je tekst nagodbe krivotvoren na način da je Rijeka postala izdvojeno tijelo izravno podređeno Budimpešti.
| Grb | Zastava | Zemlja                          | Glavni grad |
| --- | ------- | ------------------------------- | ----------- |
|     |         | Kraljevina Ugarska              | Budimpešta  |
|     |         | Kraljevina Hrvatska i Slavonija | Zagreb      |
|     |         | Corpus separatum Rijeka         | Rijeka      |

## Povijest

### Ustavni i pravni okvir
Austro-ugarska nagodba iz 1867., koja je stvorila Dvojnu Monarhiju, dala je mađarskoj vladi više kontrole nad unutarnjim poslovima nego što je imala još od bitke na Mohačkom polju 1526. Međutim, nova vlada suočavala se s teškim privrednim problemima i nemirima etničkih manjina. Habsburg je ponovno postao mađarski kralj, ali je Nagodba strogo ograničila njegove ovlasti nad unutarnjim poslovima te je ugarska vlada preuzela stvarnu kontrolu nad Ugarskom. Vlada se sastojala od premijera i njegovog kabineta koje je imenovao kralj. Vlada i premijer bili su odgovorni dvodomnom parlamentu izabranom ograničenim biračkim pravom. Zajednički austro-ugarski poslovi bili su u okviru triju zajedničkih ministarstava: vanjskih poslova, obrane i financija. Tri zajednička ministra odgovarala su izaslanstvima koja su predstavljala austrijsku i ugarsko-hrvatsku polovicu Monarhije. Premda je zajedničko ministarstvo obrane upravljalo vojskom, car je vršio dužnost vrhovnog zapovjednika te je njemački bio službeni u postrojbama zajedničke vojske dugo vremena. Ugarsko-hrvatska vlada kontrolirala je vlastito ugarsko-hrvatsko domobranstvo, u sklopu kojega je postojalo i hrvatsko-slavonsko domobranstvo kao oznaka hrvatske posebnosti. Nagodbom su trgovina i monetarna politika, carine, željeznica i neizravno oporezivanje priznati kao zajednički poslovi o kojima će se raspravljati svakih deset godina. U sklopu austro-ugarske nagodbe Transilvanija (Erdelj sa Sedmogradskom) vraćena je Kraljevini Ugarskoj, a Vojna krajina i tzv. Kraljevina Slavonija priznati su kao sastavni dijelovi Kraljevine Hrvatske, Slavonije i Dalmacije.
Uz pomoć Franje Josipa I., 1868. Ugarska i Hrvatska sklopile su sličnu nagodbu kojojm su riješile državno-pravna pitanja u svojoj polovici Monarhije. Ta polovica definirana je kao "neraskidiva i jedinstvena državna zajednica Kraljevine Ugarske i Trojedne Kraljevine Hrvatske, Slavonije i Dalmacije." Nagodbom je Trojednoj Kraljevini Hrvatskoj, Slavoniji i Dalmaciji priznat status "političkog naroda s posebnim teritorijem" te je priznata hrvatska samobitnost te pravo Hrvatske na autonomiju u pravosuđu, školstvu, upravi, vjerskim pitanjima i unutarnjim poslovima. Usprkos tome, u praksi je hrvatska autonomija često bila ograničena, a stvarna vlast i kontrola (pogotovo gospodarska i financijska) prešla je u ruke Budimpešte. Hrvatskog bana, primjerice, birao je ugarski ministar-predsjednik a imenovao kralj. Usto, prije no što bi ban odnio zakon na potpis (sankciju) kralju, morao se najaviti kod ugarskog (zapravo ugarsko-hrvatskog) premijera. Uspostavljen je i institut tzv. hrvatskog ministra, kao člana ugarsko-hrvatske vlade bez portfelja, koji je trebao biti veza između kralja i Hrvatske. Zajednički hrvatsko-ugarski poslovi uključivali su valutna pitanja, trgovinsku politiku, poštu i željeznicu. 55% poreza prikupljenih na području Hrvatske odlazilo je u Budimpeštu. Dogovoreno je da će se financijski dio Nagodbe revidirati svakih deset godina. Hrvatski je postao isključivi službeni jezik na području Kraljevine Hrvatske i Slavonije, a hrvatski je jezik priznat i kao službeni u zajedničkom saboru i upravi. 
Hrvatsko-ugarski sabor imao je dva doma: zastupnički dom (kuću) i dom velikaša. Hrvatska je u zastupnički dom slala 37 zastupnika, a u dom velikaša trojicu. Kako nije postojao institut zaštite vitalnih interesa ili veta, hrvatski zastupnici, koji su bili u velikoj manjini, redovno su bili preglasavani. 

### Mađarska hegemonija
| Etničke skupine, 1911. |  | Etničke skupine, 1911.             |
| Etničke skupine, 1911. |  | Razmještaj Mađara u Zemljama 1890. |

Iako su prvih godina nakon Nagodbe vladali uglavnom ravnopravni odnosi, ubrzo je mađarsko kršenje Nagodbe rezultiralo velikom opozicijom nagodbi i mađarizaciji. Oružana rakovička buna Eugena Kvaternika iz 1871. protiv nje bila je najkonkretniji primjer protivljenja. Protuzakonito uvođenje mađarskog jezika na željeznice, u vojsku i upravu u Hrvatskoj i Slavoniji dovelo je do ogorčenja naroda, koje je kulminiralo prilikom postavljanja dvojezičnih natpisa na javnim zgradama u Hrvatskoj 1883. Nakon vala nereda i prosvjeda ministar-predsjednik Kalman Tisza postavio je Dragutina Khuen-Hedervaryja za hrvatskog bana. Uslijedilo je novih dvadeset godina mađarizacije. Pitanje protuzakonitog prisustva mađarskog jezika na željeznicama bilo je prvorazredno pitanje za svaku hrvatsku vladu do pada Monarhije.
S druge strane Drave, Zakon o nacionalnostima već 1868. definirao je Kraljevinu Ugarsku kao "jedinstvenu mađarsku naciju" koja se sastoji od različitih etničkih zajednica s jednakim pravima, osim u jezičnim pitanjima. Iako su se drugi jezici osim mađarskog mogli koristiti u crkvama, školama i lokalnoj upravi, mađarski je postao isključivi jezik vlade, uprave i sveučilišta, a prava manjina na jezik su se sustavno kršila agresivnom mađarizacijom. Mnogi Mađari smatrali su manjinska prava prevelikodušnima, unatoč činjenici da je 1910. svega 54% stanovnika Kraljevine Ugarske govorilo mađarski kao materinji jezik. Slovaci u sjevernoj Ugarskoj, Rumunji u Erdelju i Srbi u Vojvodini tražili su više autonomije nakon donošenja zakona. No, vlada je odbila sve zahtjeve te je time nezadovoljstvo manjina poraslo.

### Novi kurs
Između 1903. i 1905. jača austrijsko-mađarski sukob. 1905. ugarska vlada htjela je uvesti mađarski kao zapovjedni jezik u vojsci, osporiti položaj cara kao vrhovnog zapovjednika te ukinuti carinsku uniju između austrijske i svoje polovice Monarhije, što je uzrokovalo znatne potrese. Hrvatski zastupnici, na čelu s Nikolom Tomašićem, ispravno su procijenili da bi to bio loš potez, jer su dvije polovice Austro-Ugarske bile međuovisne: Austrija je bila pretežno industrijska, a Ugarska i Hrvatska poljoprivredne zemlje. No, hrvatska oporba na čelu sa Supilom i Trumbićem u austrijsko-mađarskom sukobu vidi priliku za Hrvatsku. Nakon sastanka Ante Trumbića s Ferencom Kossuthom u Pešti u lipnju 1905. te Trumbića i Frana Supila s predsjednikom ugarskog parlamenta dr. Justhom u Rijeci u rujnu, otvoren je put sporazumu. 3. listopada 1905. hrvatska oporba donijela je Riječku rezoluciju. U njoj hrvatski zastupnici podržavaju Mađarsku u borbi protiv Austrije i izražavaju nadu da će se ukloniti sukob Hrvata i Mađara. Uvjet za suradnju je ujedinjenje Hrvatske i Dalmacije i uvođenje ustavnih sloboda u Hrvatsku, odnosno rušenje mađaronskog režima. No, iako je Nezavisna stranka Justha i Kossutha pobijedila na izborima u Ugarskoj te je Sandor Wekerle oformio vladu, pod prijetnjom austrijske strane i cara Franje Josipa I. odustali su od zahtjeva. Donošenje Željezničke pragmatike 1907., kojom je ugarska vlada opet uvela mađarski kao službeni na željeznicama u Hrvatskoj, pokazao je da suradnja s ugarskom vladom ne daje rezultata. Unatoč tome, sve do 1918. hrvatsko-srpska koalicija je vodila oportunističku politiku vezivanja uz Budimpeštu.

### Kraj
██ Rumunjska okupacija, travanj 1919.

██ Sovjetska Republika Mađarska (SRM)

██ Oslobođeno od strane SR Mađarske

██ Francuska i jugoslavenska kontrola
Baranjsko-Bajska Srpsko-Mađarska Republika (14. do 21. kolovoza 1921.)
Mađarska većina bila je osigurana represivnim izbornim zakonima, koji su pred I. svjetski rat (kada je većina europskih zemalja već imala ili se približavala općemu pravu glasa za muškarce), zahvaljujući visokomu izbornomu cenzusu, davali biračko pravo za samo 2 do 5% stanovništva. Nesposobnost da se promijeni nacionalna politika onemogućila je i posljednje pokušaje spašavanja Austro-Ugarske Monarhije njezinom federalizacijom potkraj I. svjetskog rata.
S propašću Austro-Ugarske Monarhije 16. studenog 1918. bila je proglašena u studenome 1918. Demokratska Republika Mađarska na čelu s vladom Mihályja Károlyija. Nezadovoljstvo izazvano ratnim stradanjima i teškim mirovnim uvjetima omogućilo je, nakon ostavke Károlyijeve vlade 20. ožujka 1919., stvaranje kratkotrajne komunističke Sovjetske Republike Mađarske na čelu s Bélom Kunom (21. ožujka – 1. kolovoza 1918.). Nakon sloma Sovjetske Republike Mađarske, vlast je preuzeo admiral Miklós Horthy, koji je ponovno uspostavio monarhiju, sebe proglasio regentom Kraljevstva (1920. – 1944.) i uveo vladavinu »bijeloga« terora.
Trianonskim mirom 4. lipnja 1920. službeno se raspalo višenacionalno Ugarsko-Hrvatsko Kraljevstvo (1102. – 1918.) jer su Čehoslovačkoj, Rumunjskoj i Kraljevstvu SHS bili ustupljeni krajevi naseljeni Česima, Slovacima, Hrvatima i Srbima, pa je (Kraljevina) Mađarska postala nacionalnom državom mađarskoga naroda (gubitak približno 60% teritorija i približno 40% stanovništva prijeratne Ugarske). Pitanje granice između Austrije i Mađarske je riješeno referendumom god. 1921. nakon kojeg je skoro cijela teritorija Burgenlanda (Gradišća) je priključena Austriji. Nezadovoljstvo takvim mirom obilježilo je madžarsku unutarnju i vanjsku politiku u međuratnom razdoblju.

## Vanjske poveznice
- Ante Vranković: Ivan Komersteiner – Ikonograf čudesno obnovljenog Hrvatskog Kraljevstva, Hrvatsko slovo, br. 1099, 13. 5. 2016., str. 28 i br. 1100, 20. 5. 2016., str. 28-29